# Zygmunt Olesiewicz
Zygmunt Olesiewicz (Grójcu, 4 gennaio 1929 – 19 gennaio 1993) è stato un allenatore di pallacanestro polacco.
Era il marito di Romualda Gruszczyńska.

## Carriera
Ha allenato la Polonia dal 1958 al 1960, prendendo parte ai Giochi olimpici di Roma 1960 e agli Europei 1959, chiusi rispettivamente al 7º e al 6º posto. Dal 1973 al 1978 ha guidato la nazionale femminile.

## Palmarès
- Campionato polacco: 1

AZS Varsavia: 1966-67
- Coppa di Polonia: 3

AZS Varsavia: 1956, 1958, 1971